# Gaietà Cornet Pàmies
Gaietà Cornet Pàmies (Reus, Baix Camp, 22 d'agost de 1963) és un atleta català retirat que va competir en la prova dels 400 metres llisos. Va guanyar la medalla d'or en el Campionat d'Europa Indoor de 1986 així com tres medalles de bronze en altres campionats.

## Resultats internacionals destacats
| Any  | Competició                | Lloc                   | Resultat | Prova |
| ---- | ------------------------- | ---------------------- | -------- | ----- |
| 1989 | Campionat del Món Indoor  | Budapest, Hongria      | 3r       | 400 m |
|      | Campionat d'Europa Indoor | La Haia, Països Baixos | 1r       | 400 m |
| 1990 | Campionat d'Europa Indoor | Glasgow, Escòcia       | 3r       | 400 m |
|      | Campionat d'Europa        | Split, Iugoslàvia      | 4t       | 400 m |
| 1991 | Campionat del Món Indoor  | Sevilla, Espanya       | 3r       | 400 m |

### Rècords personals
- 400 metres llisos - 44.96 s (1989)
- 800 metres llisos - 1:49:13 (1993)